# Jesús María Benítez Martínez de Pinillos
Jesús María Benítez Martínez de Pinillos (Linares, Nuevo León, 23 de febrero de 1828 - ibídem, 1 de diciembre de 1899) fue un empresario y político mexicano que fue gobernador del estado de Nuevo León tras la renuncia de Santiago Vidaurri. Su gestión se llevó a cabo en los años de la Segunda Intervención Francesa en México. También fue varias veces alcalde de su natal Linares.

## Biografía
Nació en Linares, Nuevo León, el 23 de febrero de 1828, siendo hijo de Francisco Benítez de Herrera y de María Tómalos Tomasa Martínez de Pinillos. Fue alcalde de Linares en 1859, y también lo fue en 1862 y en 1867. En 1864 participó en las protestas por la actitud del gobernador Santiago Vidaurri contra Benito Juárez y apoyar a este último lo que le valió la amistad del presidente.
Al ser decretada la separación de Nuevo León y Coahuila, Benítez Martínez de Pinillos fue nombrado gobernador y comandante militar de Nuevo León el 26 de febrero de 1864. No obstante las circunstancias tan difíciles que se dieron debido a los sucesos de la intervención francesa, Benítez Martínez de Pinillos reorganizó el Tribunal de Justicia, ordenó documentar las propiedades del municipio de Monterrey; organizó la Guardia Nacional, construyó los ductos de agua de la fuente de Zaragoza, e infuyó por ordenar la nomencaltura.
Durante su gestión, por primera vez fue conmemorado el triunfo de Puebla del 5 de mayo y fue impuesto el nombre de Zaragoza a la plaza. 
Persiguió a Julián Quiroga, aunque no logró capturarlo. 
El 13 de julio de ese mismo año, Benítez Martínez de Pinillos entregó el poder al licenciado Manuel Z. Gómez, renunciando al cargo por enfermedad de su esposa doña Felipa Leal y Torrea.
Dedicado a la agricultura y a la pequeña industria, Jesús María Benítez Martínez de Pinillos estableció una fábrica de azúcar en sociedad con el general Mariano Escobedo
De 1874 a 1876, Benítez Martínez de Pinillos tuvo a su cargo la comandancia del contrarresguardo de la Frontera Norte, destinada a combatir el contrabando. Fue varias veces alcalde de su natal Linares. 
Durante la revolución de Tuxtepec, Benítez Martínez de Pinillos fue desafecto a Porfirio Díaz. Sin embargo, en el año de 1890 durante el gobierno de Díaz fue nombrado Senador de la República por éste. 
Jesús María Benítez Martínez de Pinillos murió en Linares el 1 de diciembre de 1899.
Fue padre y abuelo de los también gobernadores del estado Pedro Benítez Leal y José Benítez Martínez

## Ascendencia y descendencia
Los Benítez tomaron parte activa tanto en la administración pública de Linares o como representantes en el Congreso del Estado, durante el siglo XIX (1800-1900) Don Francisco Benítez Herrera, Don Jesús Ma. Benítez Martínez de Pinillos, Don Wenceslao Segovia Benítez, el doctor Joaquín Benítez Gutiérrez y el Lic. Pedro Benítez Leal, todos emparentados entre sí, y todos grandes entusiastas de la causa republicana y nacional, cuando las vicisitudes en que se vio involucrada la patria, así lo hubieron exigido.
De este tronco sobresalen notablemente por su entrega a las causas cívicas en el Estado de Nuevo León, las figuras de Jesús María Benítez Martínez de Pinillos, el Lic. Pedro Benítez Leal y el Lic. José Benítez. Toco así a estos tres señores Benítez (padre, hijo y nieto) - ocupar la primera magistratura del estado de Nuevo León en tres diversas e importantes etapas de la vida nacional y regional. A don Jesús María en los días más críticos para la República ante el avance hacia el norte de los invasores franceses; a don Pedro en el momento psicológico apropiado para desbordase los ánimos y los entusiasmos a los nuevoleoneses contra el continuismo del general Bernardo Reyes, culminantes en crisis de vital importancia para nuestra historia provinciana; y a don José, durante el primer gran impulso del desarrollo urbanístico de la ciudad de Monterrey, que desde entonces la caracteriza. Y los tres, en las medidas de sus posibilidades, ofrendaron buena parte de sus vidas en la forja de la historia de la patria y del estado en particular.
Jesús María Benítez Martínez de Pinillos casó por primera vez con Felipa Leal y Torrea, con quien tuvo seis hijos, Dolores, Emilia, Felipa, Francisco (padre del gobernador José Benítez Martínez), Pedro Benítez Leal (gobernador del estado de Nuevo León) e Isabel Benítez Leal. A la muerte de su primera esposa, Jesus María casó con la hermana de ésta Juana Gertrudis Leal y Torrea, de cuyo matrimonio  nació Resalía Benítez Leal.